# Way Down We Go
Way Down We Go è un singolo del gruppo rock islandese Kaleo, pubblicato nel 2015 ed estratto dal loro primo album A/B.

## Descrizione
Il brano è stato scritto dai quattro componenti del gruppo, ossia JJ Julius Son, David Antonsson, Daniel Kristjansson e
Rubin Pollock.
Nell'ambito dei Grammy Awards 2018, la canzone ha ricevuto la candidatura nella categoria miglior interpretazione rock.

## Tracce
- Download digitale

1. Way Down We Go – 3:39

## In altri media
La canzone è inserita nel film Collateral Beauty, nel trailer del film Logan: The Wolverine e nel trailer della quarta stagione della serie Orange Is the New Black, nonché nella serie  Lucifer  (sesto episodio della seconda stagione), Suits, nella seconda stagione della serie Manifest e in altre serie, produzioni televisive e videogiochi come FIFA 16.  Inoltre viene scelta come canzone di sottofondo per la pubblicità del profumo Acqua di Giò Profondo di Giorgio Armani.